# Aleurocystidiellum
Aleurocystidiellum ist eine Pilzgattung innerhalb der Familie der Schichtpilzverwandten (Stereaceae). Die Pilze haben einen mehr oder weniger scheibenförmigen, mehrjährigen, resupinaten Fruchtkörper, der auf der Rinde von Laub- oder Nadelbäumen wächst. Seine großen, dickwandigen und elliptischen Sporen sind amyloid und warzig ornamentiert. Auch die Zystiden sind dickwandig. Die Typusart ist Aleurocystidiellum subcruentatum (Berk. & M.A. Curtis) P.A. Lemke.

## Merkmale

### Makroskopische Merkmale
Die ein- bis mehrjährigen Fruchtkörper sind scheiben- bis schüsselförmig oder fast stereoid. Sie liegen eng dem Substrat an und haben einen scharf abgesetzten, bisweilen zurückgebogenen Rand. Sie sind fast ledrig zäh und werden bis zu 2 mm dick. Die zurückgebogenen Teile sind glatt oder konzentrisch gefurcht und ockergelb oder grau gefärbt und bis zu 5 mm breit. Das Hymenophor ist glatt, cremefarben bis ockerfarben oder blass gräulich. Das Fleisch ist zäh und das Sporenpulver weißlich.

### Mikroskopische Merkmale
Die ovalen bis breit elliptischen, dickwandigen und amyloiden Sporen sind in Melzers Reagenz warzig, aber in KOH glatt. Sie messen 12–22 × 10–16 µm. Das Hyphensystem ist dimitisch mit Skelettzystiden oder monomitisch mit Gloeozystiden. Die Hyphentextur ist dicht, dennoch sind die hyalinen Hyphen mehr oder weniger deutlich zu erkennen. Ihre Septen tragen Schnallen. Das Hymenium ist ein Eu- oder Catahymenium. Die viersporen Basidien sind leicht keulig und 55–110 µm lang. Sie haben an der Basis eine Schnalle. Daneben findet man zylindrische oder zur Spitze hin verschmälerte, dickwandige und häufig inkrustierte Skelettzystiden, die bis zu 200 µm lang sind oder zylindrische bis keulige, dünnwandige Gloeozystiden, die bis 120 µm lang werden. In jedem Fall kommen einfache Hyphiden vor, die oft als Parahyphiden bezeichnet werden.

## Ökologie und Verbreitung
Die Pilze leben saprobiotisch auf der Rinde von lebenden Bäumen. Sie können eine Weißfäule erzeugen.

## Systematik
Die Gattung Aleurocystidiellum mit der Typusart Aleurocystidiellum subcruentatum wurde 1964 von Lemke definiert, um dimitische Arten mit scheibenförmigen Fruchtkörpern und großen, feinwarzigen Sporen von der artenreichen Gattung Aleurodiscus (s. l.) abzutrennen. Durch seine Skeletthyphen, die zystidenartig in das Hymenium hineinragen, und die mehr oder weniger inkrustierten Elemente unterscheidet sich die Art doch deutlich von Aleurodiscus amorphus, der Typusart der Gattung Aleurodiscus .
Obwohl Aleurodiscus disciformis im Gegensatz zu A. subcruentatum ein monomitisches Hyphensystem und sulfobenzaldehydpositive Gloeozystiden hat, zeigt die Art in Kultur fast identische Eigenschaften. Daher stellten Boidin und seine Mitautoren 1968 die Art in die Gattung Aleurocystidiellum. Hallenberg & Parmasto stellten 1998 fest, dass beide Arten sowohl aufgrund von morphologischen als auch molekularen Daten eng verwandt sind. Ihre Arbeit wurde durch spätere Studien bestätigt. So zeigen die Sporen in der Rasterelektronenmikroskopie bei beiden Arten eine identische, warzenartige Ornamentierung, die im deutlichen Gegensatz zu den stäbchenartigen Ausstülpungen von Aleurodiscus amorphus steht, dessen Sporen dadurch ein stacheliges Aussehen haben. Man nimmt heute an, dass die Skelettzystiden von A. subcruentatum und die Gloeozystiden in A. disciforme sehr wahrscheinlich homolog und Modifikationen von gloeopleren Hyphen sind, die auch für die anderen Arten des Russulales-Stammbaumes kennzeichnend sind. Eine weitere Gemeinsamkeit der beiden Arten ist ihre ähnliche Ökologie, beide Arten wachsen auf der Rinde von lebenden Bäumen.

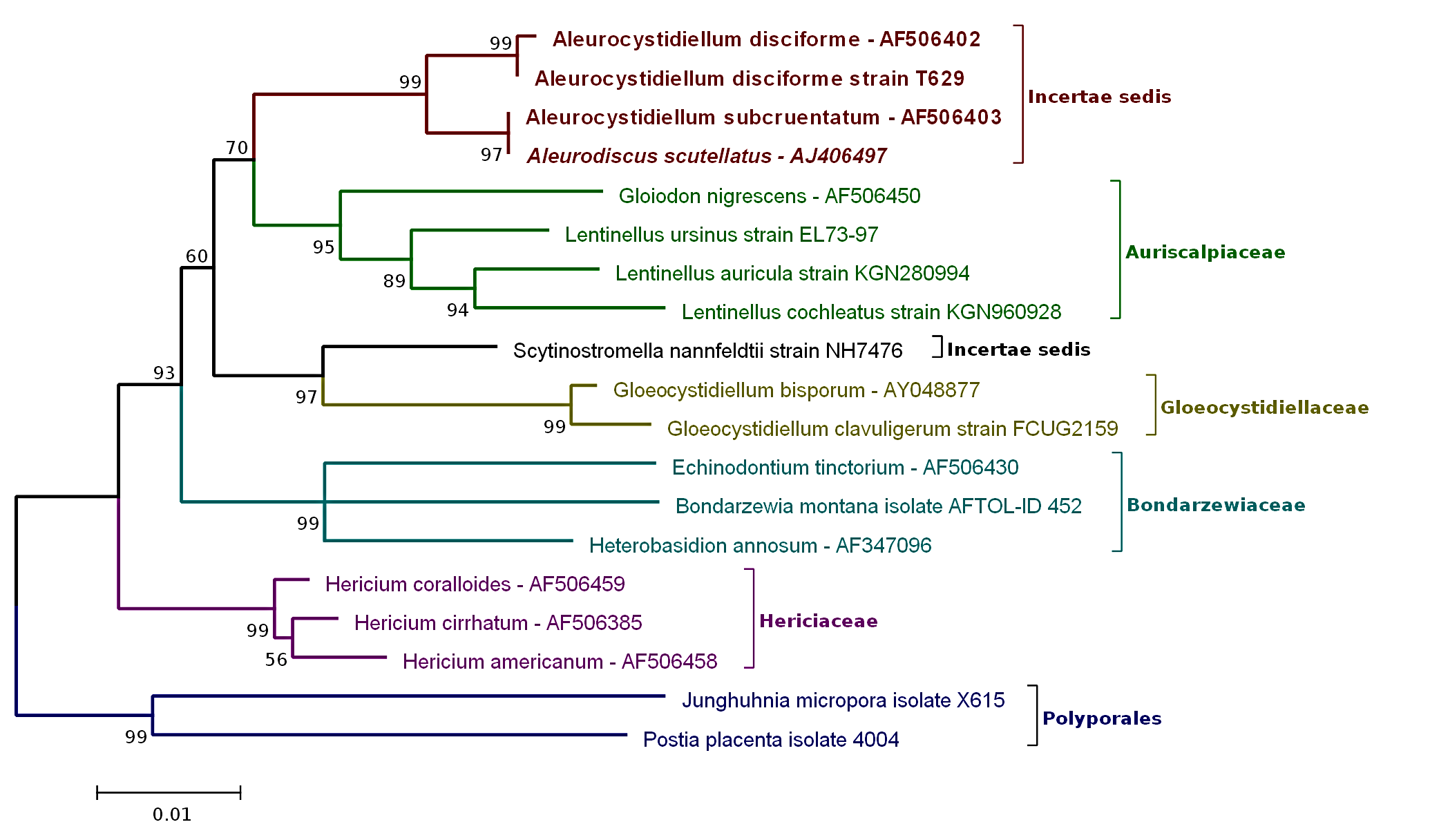
Minimum Evolution-Stammbaum von Aleurocystidiellum. Innerhalb der Ordnung Russulales bildet die Gattung Aleurocystidiellum einen eigenständigen Abstammungsast. Der Stammbaum wurde mit dem MEGA 5.10-Programm erstellt. Alle rDNA-Sequenzen stammen von der GenBank. Der Bootstraptest wurde mit 1000 Wiederholungen durchgeführt, in der Regel werden nur Werte über 50 angegeben. Alle weiteren Informationen werden in der Bildbeschreibung angegeben.

Innerhalb des Russulales-Stammbaumes bildet die Gattung eine eigenständige Abstammungslinie. Noch am nächsten ist die Gattung mit der Familie der Auriscalpiaceae verwandt.
Etymologie
Der Gattungsname Aleurocystidiellum leitet sich von den altgriechischen Wörtern aleuron (ἄλευρον) = Mehl und kystis = Zyste oder Blase ab.

## Arten
Weltweit hat die Gattung zwei Arten, die Typusart Aleurocystidiellum subcruentatum (Berk. & M. A. Curtis) P. A. Lemke, die Faströtende Mehlscheibe und Aleurocystidiellum disciforme (DC.) Boidin, Terra & Lanq., die Schüsselförmige Mehlscheibe. Letztere wird aber häufig noch der polyphyletischen Gattung Aleurodiscus s. l. zugeordnet. Nach neueren molekularbiologischen Methoden ist sie aber näher mit Aleurocystidiellum subcruentatum als mit den übrigen Aleurodiscus-arten verwandt und bildet zusammen mit dieser einen eigenständigen Zweig innerhalb des Russulales Stammbaums.